# محمد ذخيرة الدين
محمد ذخيرة الدِّين ولي عهد أمير المؤمنين، أبو العبَّاس محمد بن أمير المؤمنين القائم بأمر الله عبد الله بن القادر باللَّه أَحْمَد. [المتوفى 447 هـ]
قال ابن خَيْرُون: ولِدَ سنة إحدى وثلاثين وأربعمائة، وخُطِب له بولاية العهد سنة أربعين، ولُقِّب ذخيرة الدّين، فأدركه أجله في ثامن عشر ذي القعدة، وكان قد ختم القُرآن وحفظ الفقه والعربية والفرائض.
وقال ابن النّجار: خلّفَ جارية حاملا، فولدت ابنا فهو أمير المؤمنين أبو القاسم عبد اللَّه بن محمد المقتدي بأمر اللَّه.